# Johann Crafft

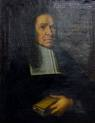
Johann Crafft

Johann Crafft oder Grafft (* 1618 in Mengeringhausen bei Arolsen, Waldeck; † 30. Januar 1695 in Alpirsbach) war ein deutscher lutherischer Theologe und Professor.

## Leben
Der Sohn des Gerichtsverwandten Esaias (Elias) Grafft und der Margaretha Hundermark studierte Theologie in Rostock und Königsberg. Nach dem Abschluss seines Studiums und der Erlangung der philosophischen Doktorwürde hielt er hebräische, mathematische und metaphysische Vorlesungen. Er zeigte auch häufig in Disputationen seine Gelehrsamkeit und eiferte gegen die Lehrsätze der Katholiken. Zu seiner weiteren Ausbildung begab er sich nach Holland und ließ sich in Leiden nieder. Dort studierte er weiter und zog Nutzen aus dem Umgang mit Gelehrten wie Heinsius, Coccejus, Maresius, Voetius, Tossanus, Feuerborn und Haberkorn.
1654–1689 war er an der Universität Tübingen Professor für Logik und Metaphysik. In dieser Stellung erreichten bei ihm 300 Studenten den Magister-Titel. Nachdem er 1680–1681 an der Tübinger Stiftskirche die Abendpredigt übernommen hatte, wurde er 1682 Titularextraordinarius in Theologie.
Im Mai 1656 heiratete er Regina Maria Magdalene (1629–1688), die Tochter des Tübinger Hofgerichtsassessors Johann Georg Bär. Ihre jüngste Tochter wurde Gattin des Botanikers und Mediziners Rudolf Jacob Camerarius. Im Sommer 1690 heiratete er Anna Elisabeth Epp.
Ab 1689 bis zu seinem Tod war er Prälat von Kloster Alpirsbach. Seine Grabplatte, die ursprünglich im Boden vor dem Hochaltar eingelassen war, befindet sich im nördlichen Nebenchor an der Nordwand.